# Pfarrkirche Großweikersdorf

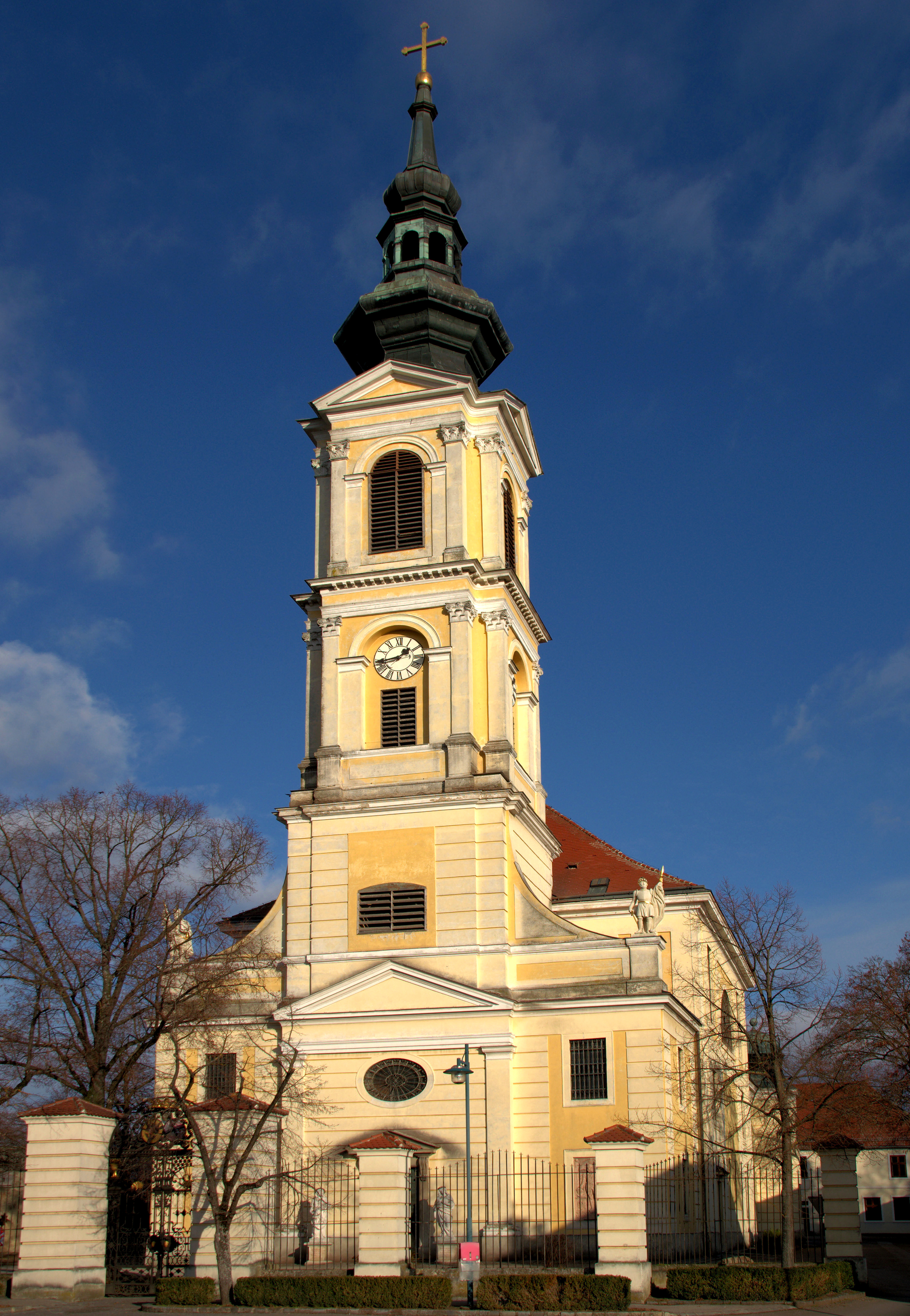
Pfarrkirche St. Georg in Großweikersdorf

Die Pfarrkirche zum heiligen Georg ist eine römisch-katholische Kirche in der Marktgemeinde Großweikersdorf in Niederösterreich, die nordöstlich des Hauptplatzes steht und von Nordost (Apsis) nach Südwest ausgerichtet ist.
Sie ist Dekanatskirche des Dekanates Großweikersdorf im Vikariat Unter dem Manhartsberg der Erzdiözese Wien und steht gemäß Verordnung des Bundesdenkmalamtes (§ 2a DMSG) unter Denkmalschutz (Listeneintrag).

## Baugeschichte

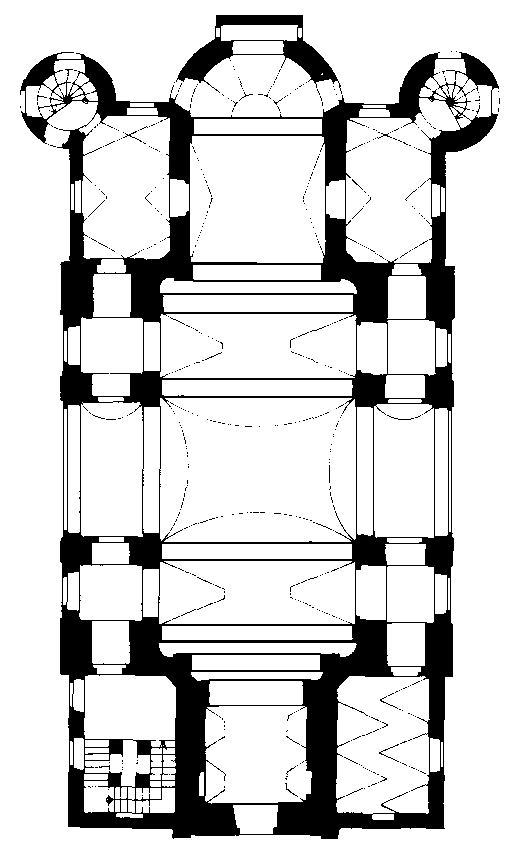
Grundriss der Kirche

Die Mutterpfarre von Großweikersdorf war ursprünglich Kirchberg am Wagram. Von dieser wurde Großweikersdorf in der Babenbergerzeit abgetrennt.
In einem Register von Papst Honorius III. aus dem Jahre 1221 ist festgehalten, dass ein geplantes, aber nicht nachweisbares Chorherren-Stift neben einer Georgskirche in „Wirgensdorf“ errichtet werden sollte. Der Stiftungswunsch ging von Herzog Leopold VI. von Österreich und dem Passauer Archidiakon Siegfried aus, dem Besitzungen in Weikersdorf zustanden. Letzterer gehörte dem Geschlecht der Waisen/Orphani an – einer niederösterreichisch-mährischen Adelsfamilie, deren Mitglieder als Herren von Weikersdorf an der Schmida galten.
Im Jahre 1241 wurde Großweikersdorf erstmals urkundlich als eigenständige Pfarre erwähnt.

## Vorgängerbau
Nach dem Register Honorius III. war im 13. Jahrhundert eine Georgskirche vorhanden; in der Pfarrchronik Großweikersdorfs gibt es keine Hinweise auf einen Neubau in den darauffolgenden Jahrhunderten, sondern nur wenige Einträge zu kleineren Umbauten oder Renovierungen zwischen dem 13. und 18. Jahrhundert. Die alte Pfarrkirche, die bis zu ihrer Abtragung (ab 1755) in Benutzung war, wurde demnach im Kern ihrer Baugestalt vermutlich kaum verändert.
Im Zuge einer Pfarrvisitation bezeichnete der Dechant Franz Josef Garzerall die alte Kirche im Jahre 1696 als einen großen Bau, dessen Glockenturm eine Höhe von ca. 8 Klaftern (ungefähr 15,12 m) messe – das entspricht ungefähr der Höhe des heutigen Kircheninneren. Das Datum der Kirchweihe ist nicht bekannt.
Eine Feuersbrunst, der unter anderem der Turm und das Dach der Kirche zum Opfer fielen, zerstörte im Jahre 1727 einen Großteil des Ortes. Das Kirchenschiff erlitt durch herabfallende Turmsteine Sprünge im Gewölbe; der Innenraum der Kirche blieb jedoch verschont. Der Patronatsherr, Adrian Wenzel Graf Enckevoirt (1660–1738) sprach sich gegen eine Reparatur der stark beschädigten Kirche aus und entschloss sich zu einem Neubau in der Ortsmitte.

## Neubau
1733 begutachteten der Dombaumeister Johann Baptist Martinelli und der Architekt Joseph Emanuel Fischer von Erlach das Kirchengebäude. Den Entwurf lieferte Fischer von Erlach, die Ausführung erfolgte durch den Dombaumeister. Als der Patronatsherr im Jahre 1738 starb, ging der Ausbau der neuen Kirche aufgrund des fehlenden Geldflusses aber nur noch langsam vonstatten. Um die Seelsorge weiterhin gewährleisten zu können, konzentrierte man sich in den folgenden Jahren vorrangig auf die Einrichtung des Gebäudes; der Turm blieb zunächst unvollendet und wurde von einem hölzernen Notdach abgedeckt.
Erst im Zuge der Bauphase von 1834 bis 1838 wurde der Turmausbau nach Plänen von Leopold Ernst, Dombaumeister von St. Stephan in Wien, fortgesetzt und das Projekt abgeschlossen. Umfassende Renovierungen und Restaurierungen der Kirche erfolgten in den Jahren 1886, 1937 und 1978 bis 1982. Auch die Objekte im Kircheninneren wurden in den letzten Jahrzehnten des 20. Jahrhunderts konserviert. Restaurierungen an Pfarreigentum innerhalb des Einzugsgebietes der Erzdiözese Wien werden von deren Bauamt und dem Referat für Kunst und Denkmalpflege betreut.

## Baubeschreibung

### Außen

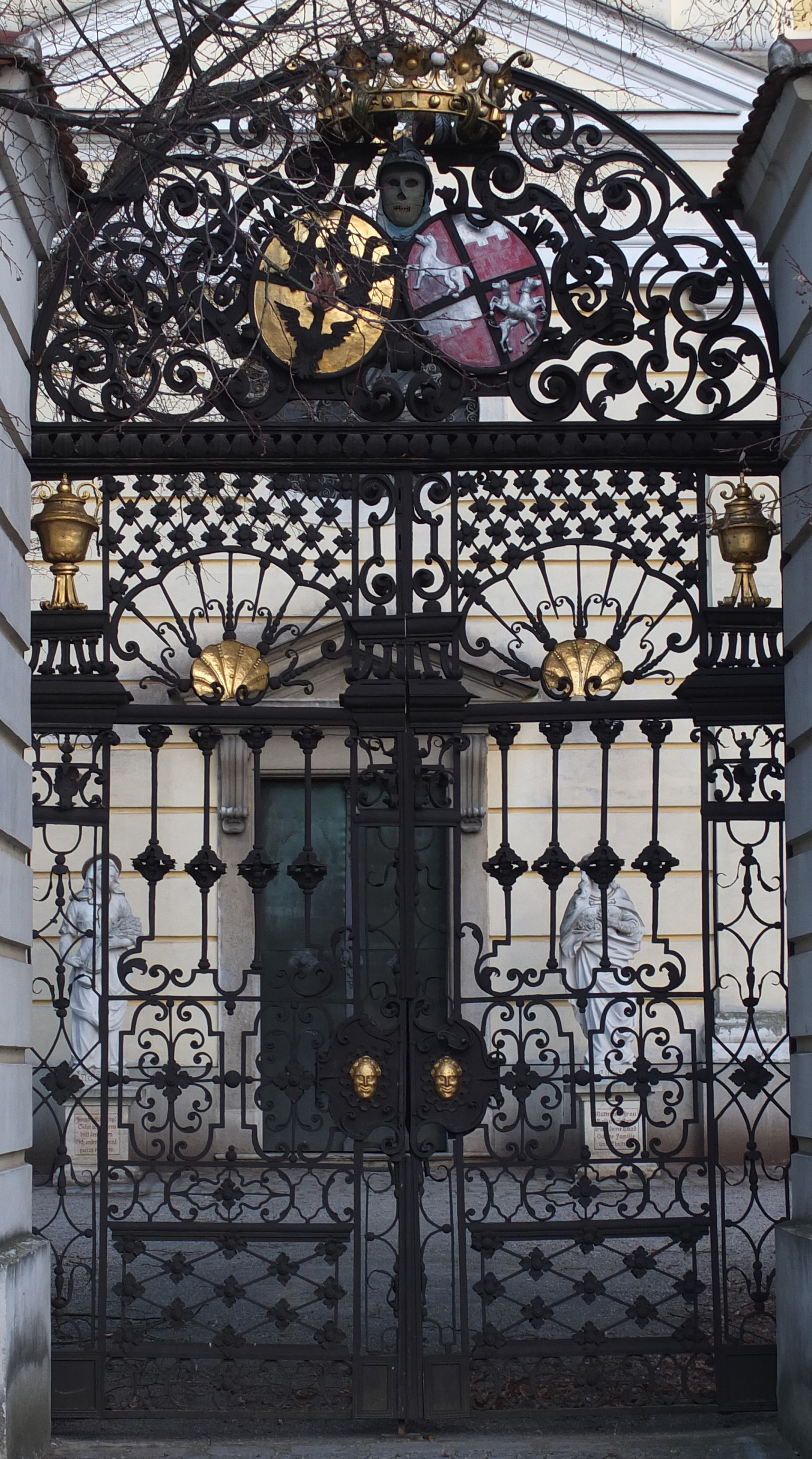
Das ehemalige Friedhofstor

Ursprünglich war die Kirche von einem Friedhof umgeben. Im Zuge des Josephinismus musste dieser aber 1783 auf die Brandstatt hinaus verlegt werden. Von dem ehemaligen Friedhof sind noch große Teile der Mauer sowie das kunstvoll ausgeführte spätbarocke Tor aus Schmiedeeisen mit zwei Wappen aus dem Jahre 1740 von Johann Adam Kühn erhalten. Es sind die Wappen der Grafen Enckevoirt und Starhemberg. Ein ähnliches Gitter aus demselben Jahr, ebenfalls von Johann Adam Kühn, befindet sich am Eingang zur Kreuzkapelle in der Pfarrkirche Hadersdorf.
Neben dem Tor befindet sich innen an der Mauer eine Grabplatte (dat. 1712, Hieronimus de Rusco) aus der Zeit des Vorgängerbaus. Weitere Grabplatten und Grabsteine des alten Friedhofes sind an anderen Stellen der Mauer angebracht.
Der hohe frühklassizistische Kirchenbau erhebt sich über einem quadratischen Grundriss. Der Chorraum ist apsidal geschlossen und wird im Bogenscheitel um einen quaderförmigen Annex erweitert, der als Hochaltargehäuse dient. Sowohl der Chor als auch der Westturm werden seitlich von zweigeschoßigen Anbauten ergänzt, die im Osten an den Außenflanken um je einen runden Treppenturm mit Glockenhelm erweitert werden.

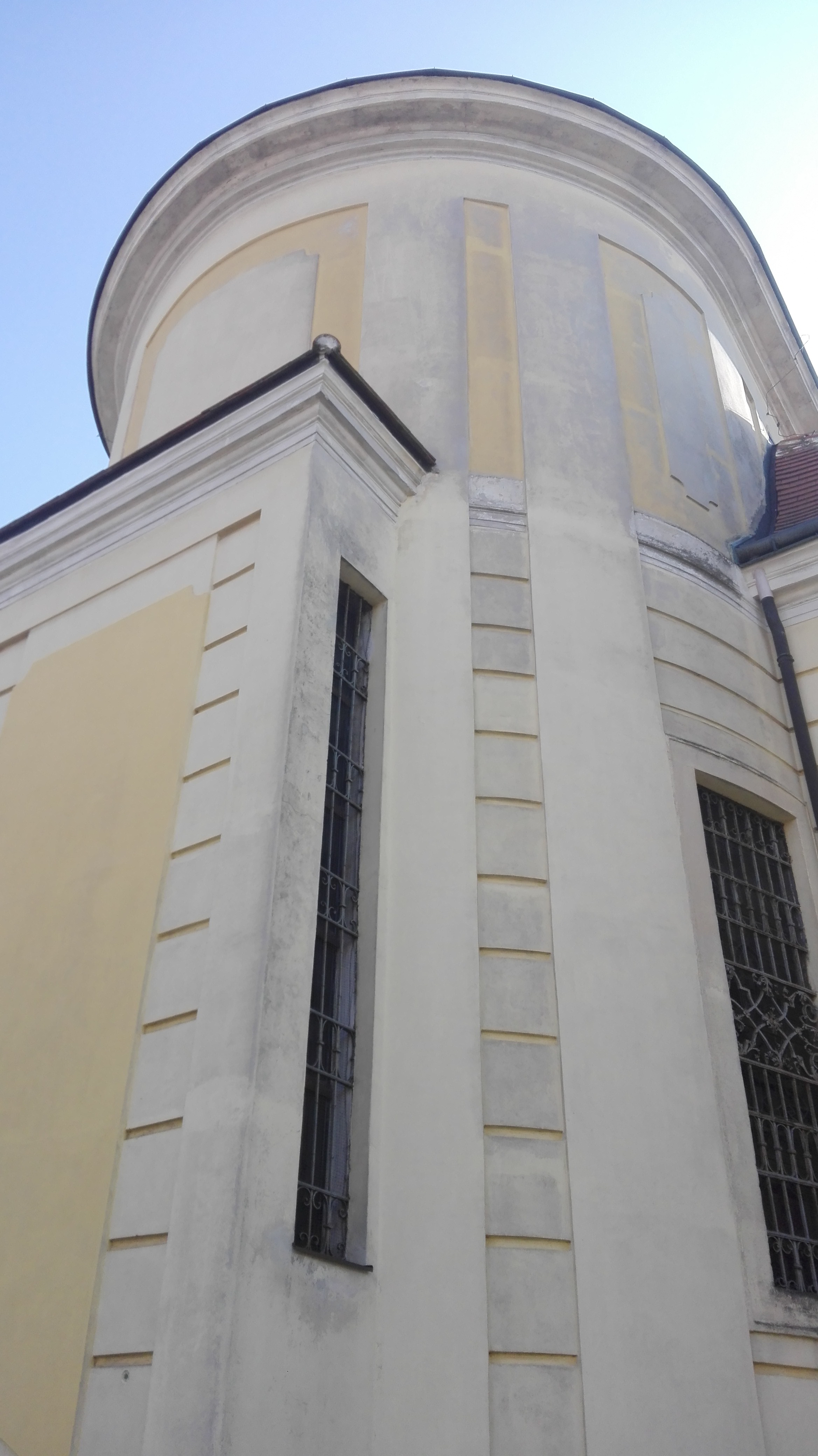
Der Chor-Zubau

Das Kirchenschiff trägt ein Zeltdach und über dem Chor erhebt sich ein Satteldach, das über der Apsis in ein spitz endendes Zeltdach ausläuft. Der östliche Zubau und die zweigeschoßigen Anbauten im Osten und Westen tragen Pultdächer.
Die Langhausfassaden sowie die Zwickelbauten im Osten sind durch Rechteckfenster, Putzfelder, Lisenen und Nutungen gegliedert. An den Langhausseiten befindet sich zwischen zwei Rechteckfenstern je ein großes Lünettenfenster. Die Westfassade ist dreiachsig mit flachem Mittelrisalit. Auch hier wird die Wandfläche von Rechteckfenstern, Putzfeldern und Nutungen gegliedert. Das Westportal ist ein einfaches Rechteckportal mit kräftigem, dreieckigem Flachgiebel über Voluten. Zu beiden Seiten befindet sich je eine Standfigur (Werner Marinko, 1957) – die heilige Elisabeth und die heilige Notburga. Über dem Portal befindet sich ein querovaler Okulus, im darüber liegenden Turmaufsatz liegt ein Segmentbogenfenster.
In der Fassade, links und rechts der Statuen, befindet sich je ein Blendfenster mit innenliegendem Relief. In der rechten Achse der Turmfassade befindet sich der reliefierte Epitaph des Patronatsherrn Graf Hans von Turzo aus dem Jahre 1587. Im Blendfenster der linken Achse zeigt eine Gedenktafel die symbolische Kirchenstiftung durch Graf Enkevoirt. Die Bildhauersignatur der Stifterplatte von 1937 lautet „R. Fenner“.

### Der Turm

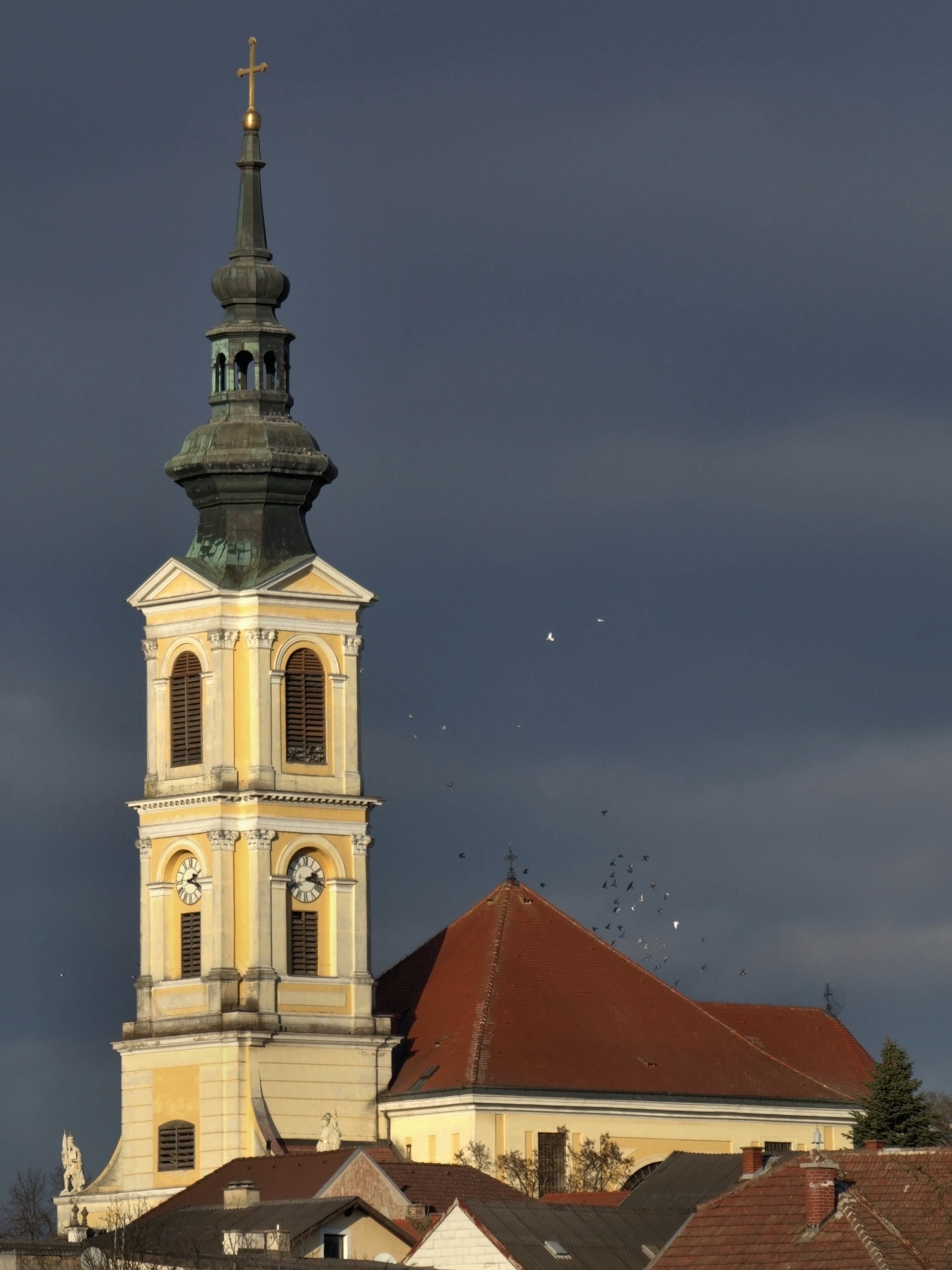
Turm und Zeltdach

Der Kirchturm zählt zusammen mit den Türmen des Stifts Zwettl und der Pfarrkirche Stockerau zu den höchsten Niederösterreichs. Der über dem Portal liegende Turmaufsatz dient als Sockel für den durch Blendnischen und -arkaden, Pilaster und Eckeinzüge gegliederten zweigeschoßigen Turmaufbau. An den Giebelschenkeln befinden sich Figuren des heiligen Leopold und des heiligen Georg. Das erste Geschoß des Turmaufbaus trägt rundbogige Blendnischen mit inne liegenden Rechteckfenstern und darüber befindlichen Turmuhren. Es wird durch ein umlaufendes Gesims mit Zahnschnitt gegen das darüber liegende Schallgeschoß – mit Rundbogenfenstern und Flachgiebeln – abgegrenzt. Das Turmdach ist ein mehrteiliger oktogonaler Zwiebelhelm mit Laterne und bekrönendem Kreuz.

### Innen

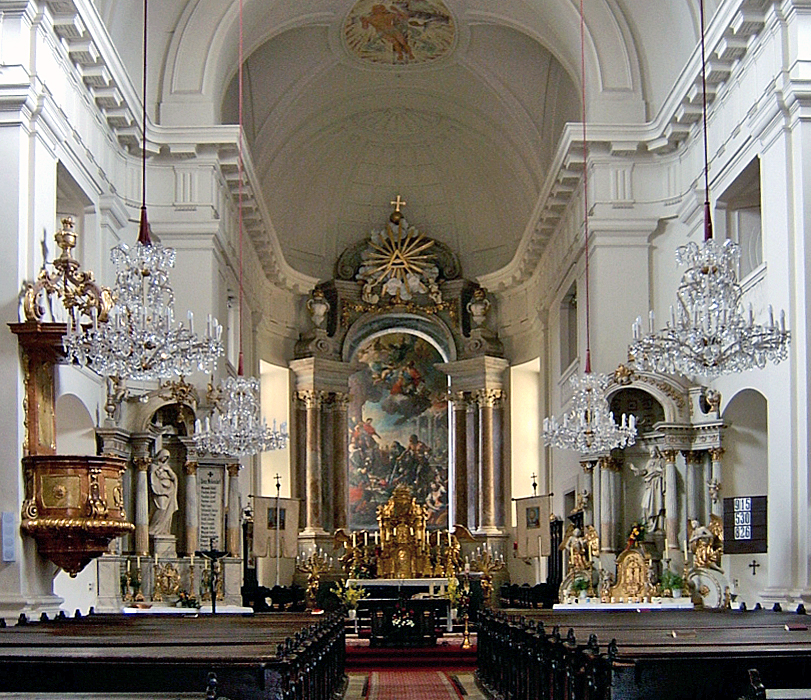
Innenansicht der Pfarrkirche

Der quadratische Kirchenraum zeichnet sich durch vier eingezogene Eckkompartimente aus, die dem Schiff im Grundriss die Form eines gleichseitigen Kreuzes verleihen. Der Längsarm sowie das Chorjoch besitzen Stichkappengewölbe, die queroblonge Vierung ist von einer Böhmischen Kappe überwölbt und über den seitlichen Kreuzarmen liegen Gurttonnen. Die Südostkapelle und die Sakristei haben Flachdecken über Kehlungen; die „Heilig-Grab-Kapelle“ hat ein Flachtonnengewölbe mit Deckengemälden: „Mariae Verkündigung“ von Hans Fischer und „Heilige Dreifaltigkeit“ von Alfred Lauer aus der Zeit um 1930. Die Eckpfeilerblöcke sind im Erdgeschoß zum Raum hin in Segmentbögen geöffnet und weisen im Obergeschoß sich dem Kirchenraum hin öffnende Oratorien auf. Die Belichtung des Langhauses erfolgt durch die Lünettenfenster in den Langhausseiten und durch Okuli, die sich über den Oratorien befinden. Die Belichtung der Oratorien erfolgt durch die Rechteckfenster der Langhausseiten.
Im westlichen Joch liegt die Orgelempore, die mit den Oratorien auf der westlichen Seite des Langhauses verbunden ist. Der Zugang zur Empore und den mit ihr verbundenen Oratorien erfolgt über eine Treppe, die in einem Raum nördlich der Turmfassade liegt. Der Kirchenraum ist von einem umlaufenden Gebälk mit Triglyphenfries gegliedert, das sich unter einem weit vorkragenden Kranzgesims befindet und auf toskanischen Pilastern aufliegt.

## Ausstattung
Das Chorgestühl wurde im Jahre 1739 von Anton Gerber geschaffen, die Kirchenbänke sind laut Urkunde aus dem Jahre 1741 und die spätbarocke Kanzel mit Baldachinbekrönung stammt aus dem Jahre 1758 und wurde vom Wiener Bildhauer Jakob Rechländer angefertigt. Die nachbarocken Kreuzwegbilder von Leopold Mitterhofer aus der Schule des Kremser Schmidt wurden 1833 geweiht.
Das teilweise vergoldete, muschelförmige Taufbecken aus Marmor wird von zwei Putten und einer Wolkensäule gehalten. Es ist ein Werk des Eggenburger Bildhauers Johann Georg Schmutzer aus dem Jahre 1725. Der kuppelförmige Deckel von 1957 ist aus marmoriertem und teilweise vergoldetem Holz und endet in einem vollvergoldeten, hölzernen Aufsatz mit einer Darstellung der Taufe Christi, die an Stelle einer verlorengegangenen Statue Johannes’ des Täufers dort angebracht worden ist.
Zur Ausstattung zählt darüber hinaus ein Kruzifix aus der ersten Hälfte des 18. Jahrhunderts sowie ein geschnitztes Relief aus der zweiten Hälfte des 18. Jahrhunderts, das den Tod des heiligen Franz Xaver zeigte.
In der Grabkapelle, die im SW der Kirche liegt, ist eine 1742 vollendete Kulissenmalerei in der Art der „Heiligen Theater“ zu finden. Dargestellt ist die Kreuzabnahme mit den heiligen Frauen und Johannes in einer zum Teil von Pflanzen überwucherten Felsgrotte. Davor befindet sich eine gemalte Sarkophagmensa mit beschrifteter Kartusche („venit et tulit Corpus Jesu“). Da das Werk von einem „Herrn Ingenieur geschaffen“ wurde und dieser Titel dem Hof- und Theatermaler vorbehalten war, wird es einem Angehörigen der Familie Galli da Bibiena zugeschrieben, die in Wien und Melk tätig gewesen ist.
Das „Heilige Theater“ wurde im Jahre 1964 vom Bundesdenkmalamt restauriert. In Österreich sind nur mehr sieben oder acht seiner Art erhalten, eines von Johann Baptist Wenzel Bergl, einem Schüler Paul Trogers, befindet sich in der ehemaligen Stiftskirche Garsten.
Der Corpus Christi der Großweikersdorfer Grabkapelle stammt aus dem zweiten Viertel des 18. Jahrhunderts.
Unterhalb des östlichen Langhauses liegt die Unterkirche, deren Gestaltung und Einrichtung, einschließlich der Bestuhlung und Beleuchtung, Robert Kramreiter in den Jahren 1939/1940 oblag. Der Altar besteht aus Adneter Marmor; auf dem darüber liegendem geschmiedeten Kreuz befinden sich altchristliche Katakombensymbole.

### Hochaltar

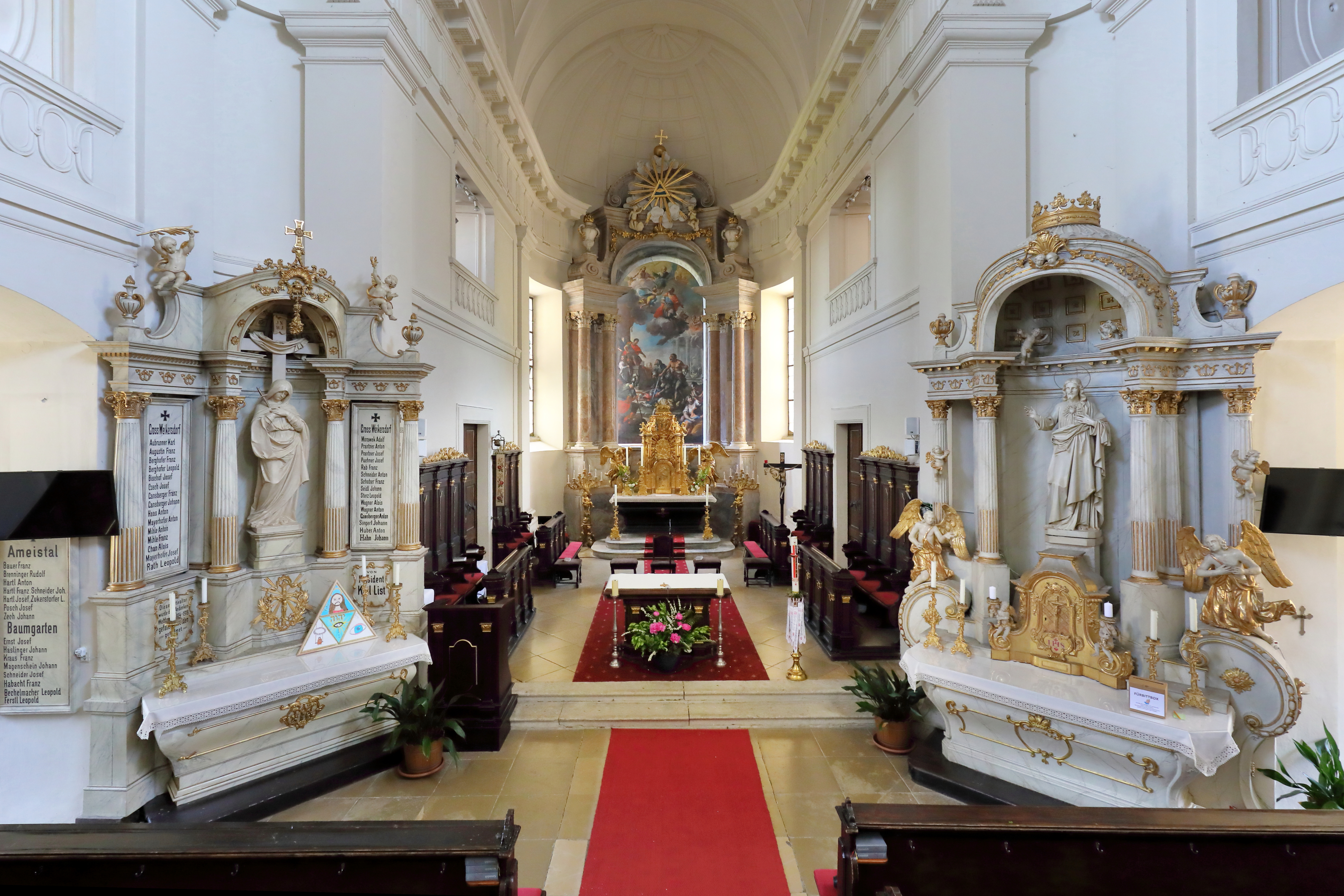
Hochaltar, „List-Altar“ (links) und „Herz-Jesu-Altar“

Der spätbarocke marmorne Hochaltaraufbau wurde 1740 in der Kirche aufgestellt.  Die Ädikula mit vorgezogenen korinthischen Doppelsäulen steht auf hohen Postamenten über einem konkaven Grundriss. Der segmentbogige Aufsatz der Ädikula endet in vasenbesetzten Volutenanläufen und trägt ein Relief des Auges Gottes, das von einem Strahlenkranz und Wolken umgeben ist. Vor der Nische befindet sich eine Sarkophagmensa, entworfen von Joseph Emanuel Fischer von Erlach. Die Tempiettoform des vergoldeten, spätbarocken Tabernakelaufbaus ist vom Gnadenaltar in der Basilika von Mariazell abgeleitet.
Das im Ost-Annex liegende Altarblatt (6,3 × 3,3 m) mit der Signatur „Martinus Altomonte pinx Ano 1734“ im unteren linken Bildrand stellt das Martyrium und die Verklärung des heiligen Georg dar. Ebenfalls am unteren Bildrand befindet sich zur Mitte hin ein gemaltes Doppelwappenschild der Grafen von Enckevoirt und von Weissenwolff. Das Altarblatt wird von einem nördlich liegenden Fenster im Anbau belichtet. Die Komposition des Bildes ist auf den realen Lichteinfall bezogen – eine Parallele findet sich in der Jesuitenkirche (Wien).
Das Bild wurde 1937 einer problematischen Restaurierung unterzogen und war in der Folge wegen eines undichten Apsisfensters, das Regen und Feuchtigkeit durchließ, in sehr schlechtem Zustand. Erst eine weitere Restaurierung durch Josef Haspel und Margaritha Wolff Metternich im Jahre 2016 im Auftrag des Referates für Kunst und Denkmalpflege der Erzdiözese Wien hat dem Bild die ursprüngliche Leuchtkraft wiedergegeben.
Die barocken Leuchterengel und Kandelaber wurden 1951 von Werner Marinko angefertigt.

### Seitenaltäre
Auf beiden Seiten des Querarmes befindet sich ein Seitenaltar. Sie sind als Säulenretabel in voller Höhe und Breite des Querarmes mit verkröpftem geschweiftem Gebälk ausgeführt. Das Altarblatt des linken Altars zeigt den heiligen Ivo bei der Überreichung einer Bittschrift mit Gebeten an die Muttergottes, welches von Hans Leopold Graf Kuefstein gestiftet und im Jahre 1740 von Carl Aigen aus der Schule Paul Trogers geschaffen wurde; auf der Mensa befindet sich die Nachbildung des Gnadenbildes der Brünner Madonna (Schwarze Madonna) aus dem Jahre 1730.
Der rechte Altar („Kreuzaltar“) wurde laut einer Urkunde 1748 vom Bildhauer Johann Tribmer geschaffen – das Altarbild von Martin Johann Schmidt ist von 1749. Die Szene zeigt den nächtlichen Brückensturz des heiligen Johannes Nepomuk in die Moldau. Im Wasser liegt ein Kranz aus fünf Sternen, der im Rahmen christlicher Zahlensymbolik mit der aus fünf Buchstaben bestehenden Aussage tacui (ich habe geschwiegen) in Verbindung zu setzen ist. Die Aussage bezieht sich auf das Martyrium des hl. Johannes Nepomuk, der – nach der Legende – aufgrund seines Beharrens auf die Schweigepflicht und das Beichtgeheimnis den Märtyrertod erlitten hat. Auf dem Aufsatz befinden sich Figuren der heiligen Anna und des heiligen Joachim, ferner ein Relief der hl. Dreifaltigkeit.
Zwei weitere Seitenaltäre bilden die Begrenzung des Zentralraums der Kirche mit den Kirchenbänken hin zum Chor:
Der rechte „Herz Jesu-Altar“  wurde um das Jahr 1740 errichtet und ist seit 1896 mit einer Herz-Jesu-Figur besetzt. Es handelt sich um eine Art baldachinüberkuppeltes Säulenretabel in Tempiettoform, das zu den Seiten hin von engelbesetzten Voluten begrenzt ist. Der Tabernakel ist ebenfalls von Voluten flankiert.
Der linke „List-Altar“, wurde als neobarockes Pendant zum „Herz-Jesu-Altar“ ausgeführt. Er besitzt eine Statue der Schmerzensmutter und wurde von Karl List im Jahre 1919 zum Gedenken an die Opfer des Ersten Weltkrieges (Kriegergedenkstätte) gestiftet.

## Orgel
Die Orgel befindet sich auf der Empore im Westteil des Kirchenschiffes. Sie wurde 1855 von Benedikt Latzl aus Znaim (Tschechien) errichtet und hatte ursprünglich 18 Register. Übriggeblieben sind von dieser Orgel nur der Prospekt und einige Labialpfeifen aus Holz. 1932 beschloss man den Neubau einer Orgel. Johann M. Kauffmann baute 1933 das neue Werk mit 27 Registern in das historische Gehäuse. Das Werk wurde 2013 von Franz Windtner restauriert und am 9. Mai 2013 von Weihbischof Franz Scharl geweiht.
Der Prospekt besteht aus dem Hauptwerk und dem in die Brüstung eingebauten Rückpositiv. Die Fassung in einem gebrochenen Weißton mit vergoldeten Elementen (Ornamente, Schleierbretter und Engelsdekor) findet sich sowohl auf dem Gehäuse als auch auf der Emporenbrüstung. Das Hauptwerk misst mitsamt Gehäuse ca. 600 × 500 × 190 cm, das Rückpositiv misst 185 × 180 × 85 cm.
Die 27 Register mit einer Stimmung von 441 Hz sind auf 3 Manuale und Pedal verteilt; die Register stehen auf Kegelladen, die Spieltraktur (I. und II. Manual) ist pneumatisch, das III. Manual steuert das Fernwerk und hat eine elektropneumatische Traktur.
Die Disposition lautet wie folgt:
| I Hauptwerk C–g3 |       |
| Bordun           | 16′   |
| Prinzipal        | 8′    |
| Quintatön        | 8′    |
| Spitzflöte       | 8′    |
| Oktave           | 4′    |
| Rohrflöte        | 4′    |
| Oktave           | 2′    |
| Mixtur IV        | 2 ⁄3′ |
| Trompete         | 8′    |

| II Rückpositiv C–g3 |       |
| Geigenprincipal     | 8′    |
| Lieblich Gedeckt    | 8′    |
| Salizional          | 8′    |
| Äoline              | 8′    |
| Prästant            | 4′    |
| Gemshorn            | 4′    |
| Blockflöte          | 2′    |
| Sesquialtera II     | 2 ⁄3′ |
| Scharff III         | 1 ⁄3′ |

| III Fernwerk C–g3 |       |
| Dolceflöte        | 8′    |
| Prinzipal         | 4′    |
| Mixtur V          | 1 ⁄3′ |

| Pedalwerk C–f1  |       |
| Subbass         | 16′   |
| Violonbass      | 16′   |
| Prinzipalbass   | 8′    |
| Oktavbass       | 4′    |
| Rauschquinte II | 2 ⁄3′ |
| Posaune         | 16′   |

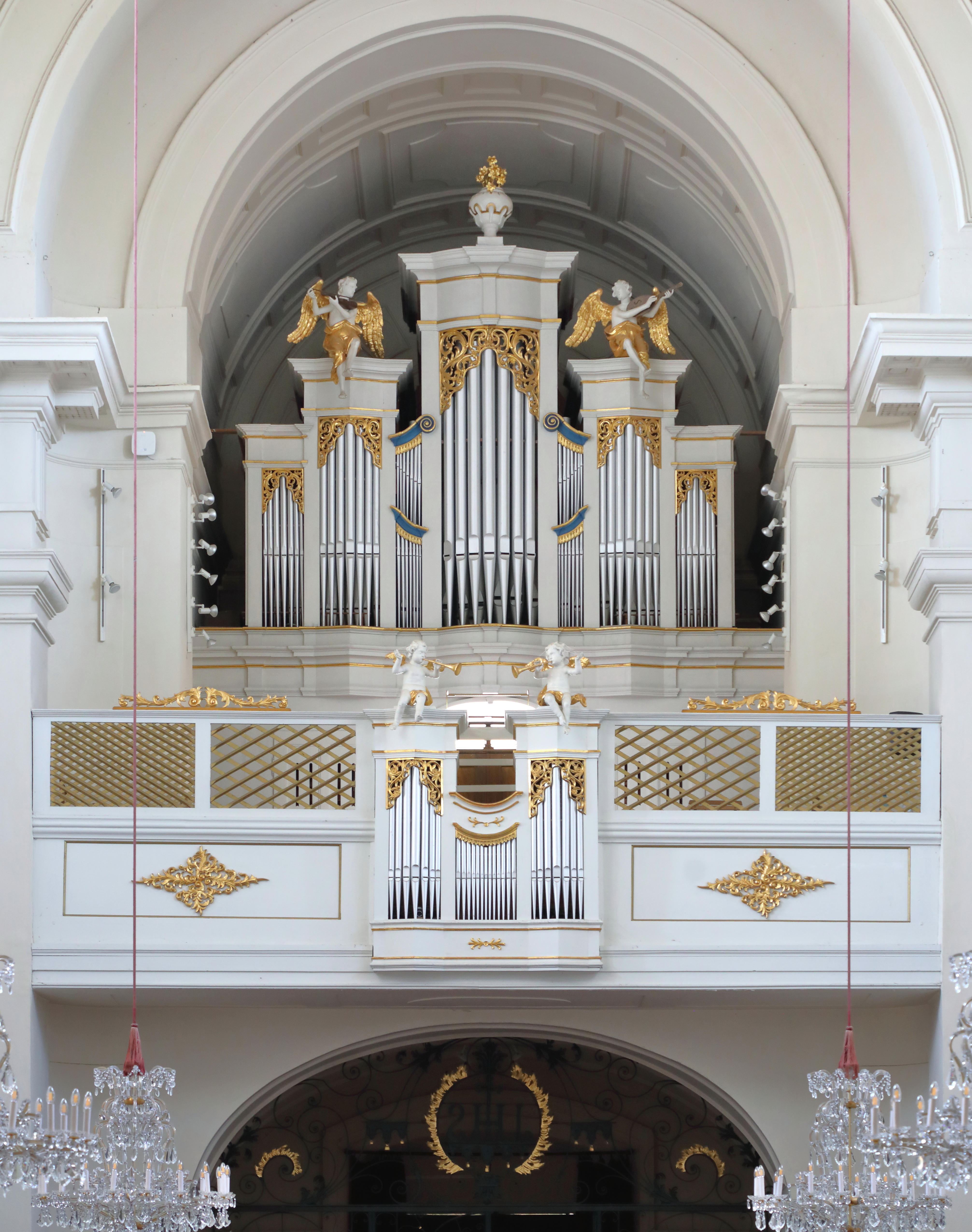
Kauffmann-Orgel im historischen Gehäuse

- Koppeln: II/I, I/P, II/P, III/P, Super I/I, Super II/I, Sub II/I, Super II/II, Super III/III
- Spielhilfen: Rohrwerk ein, AL; Super I/I(als einzige Koppel als Knopf an der Unterseite bedienbar); Freie Kombination, Auslöser, PP, P, MP, MF, F, FF, Pleno; Crescendo ein, Auslöser, Handregister fix, Auslöser, Pedalumschaltung, Auslöser; Crescendowalze; Schwelltritt III. Manual (Fernwerk)

## Glocken
Das Geläut der Kirche besteht aus sechs Glocken, darunter die Donatus- oder Elferglocke – eine bronzene fis‘-Glocke – welche im Jahre 1728 in der Glockengießerei Scheichel gegossen und in den Jahren 2006–2007 restauriert worden ist. Nach einem Glockengusskontrakt vom 8. August 1727 war allerdings zunächst ein Kremser Glockengießer, Ferdinand Drackh, für den Guss zuständig. Die Donatusglocke ist die zweitälteste in einem Geläut verwendete Glocke der Erzdiözese Wien, ist mit reichem Ranken- und Rocailledekor verziert und trägt die Inschrift: „Franz Ulrich Scheichel goss mich in Wien 1728. A fulgure et tempestate libera nos Deo Jesu Christe“, dt.: Von Blitzschlag und Unwetter erlöse uns, Herr Jesus Christus.
Die anderen Glocken stammen aus dem Jahr 1947 und wurden von der Firma Josef Pfundner gegossen (Firmenschild: „Dipl.- Ing. Josef Pfundner Wien 1947.“). Sie sind mit verschiedenen Widmungsaufschriften und Flachreliefs verziert. Die erste ist eine h-Glocke und der Dreifaltigkeit geweiht („Dem höchsten Schöpfer bin ich geweiht, der Heiligsten Dreifaltigkeit“); die zweite (Tonhöhe dis‘) zeigt den heiligen Georg („Ich mahn Euch an schwere Kriegesnot, aus der uns erlöst der starke Gott, drum preis ich den Herrn der Welten, ich trag den Namen Georgs des Helden“); die dritte ist die sogenannte Gebetsglocke (Tonhöhe gis‘). Sie trägt ein Marienbild („Zum Ave Maria ruft mein Ton, einst ruf ich Euch alle zum Himmelslohn“). Die vierte Glocke (Tonhöhe h‘), die Wandlungsglocke, trägt ein Bild des Evangelisten Johannes („Die heilige Wandlung verkünd ich Euch, wie einst Johannes das Gottesreich“). Die fünfte Glocke ist die sogenannte Zügenglocke. Sie zeigt das Bildnis des heiligen Josef.